# Salisbury, Maryland
Salisbury este un orășel în comitatul  Wicomico statul Maryland, SUA. Orașul este sediul administrativ al comitatlui el avea în anul 2000, 23.743 loc. și ocupă o suprafață de 29,6 km².
Salisbury este un centru economic pe peninsula Delmarva și un nod rutier pe autostrada U.S. Highways 50 și 13. Orașul este sediul universității Salisbury University.

## Personalități locale
- Frank „Floorshow“ Culley, saxofonist
- Alexis Denisof, actor
- John Glover, actor
- Linda Hamilton, actriță
- William P. Jackson, politician
- Paul S. Sarbanes, politician